# Sega Saturn
A Sega Saturn egy 32 bites, ötödik generációs otthoni videójáték-konzol. Először Japánban, 1994. november 22-én jelent meg, később 1995. május 11-én Észak-Amerikában, és 1995 július 8-án Európában mint a Mega Drive utódja. A Saturnban dual-CPU architektúrának köszönhetően összesen 8 processzor található. A Sega Saturnon megjelent játékok CD-Rom formában érhetők el, a játékválasztékban számos játéktermi port és eredeti exkluzív Saturn-játék található meg.
A Saturn fejlesztése már a 90-es évek elején elkezdődött. A konzol piaci megjelenésekor a Sega felső menedzseri struktúrája jelentősen megváltozott. David Rosen elnök, a Japán CEO Hayao Nakayama és amerikai CEO Tom Kalinske távozásával, új irányítókra volt szükség. Ez vezetett Shoichiro Irimmajiri és Bernie Stolar felvételéhez, akik végig vezették a Sega Saturn fejlesztését, egészen 1998-as megszüntetéséig. A konzol komplex architektúrájának köszönhetően, csak nagyon limitáltan fejlesztettek a Saturn-ra kívülálló cégek, ami megakadályozta a piaci sikert. A sikertelen próbálkozások, a fejlesztő cégektől, hogy kiadjanak egy új játékot a Sonic the Hedgehog sorozatban, szintén közrejátszott a konzol rövid és szegényes életében. Bár dolgoztak egy játékon, az úgynevezett Sonic X-treme-n, soha nem adták ki.
1996-ban A Nintendo 64 kiadásával a Saturn gyorsan elveszítette a piaci részesedését Amerikában, és a Sega nyíltan távol kezdte tartani magát a Saturn konzoloktól. 1998 márciusig 9,5 millió darabot adtak el a világon Saturn-ból, ami nyomába sem ért elődje, a Mega Drive, vagy konkurensei eladásainak. Ez pontosan: 6 millió eladott darab Japánban, 2 millió Észak-Amerikában és 970000 Nyugat Európában. Piacilag a konzol sikertelen volt, 309 millió dolláros veszteséget termelt Sega-nak 1998-ig és még 450 millió dolláros veszteséget 1998-ban.
A Saturn fogadtatása vegyes volt, bár a hardver képes lett volna támogatni a legújabb játékokat, az architektúrája jóval bonyolultabb volt, mint a szintén 32 bites, rendkívül népszerű PlayStation-é. A Sega vezetését többször kritizálták a Saturn fejlesztése során hozott döntések és fejlesztésének feladása, vagy megváltoztatása miatt. A Saturn bukása nagyban közrejátszott utódja, a Dreamcast sikertelenségében, mivel a nagy játékkiadók, mint az EA, nem akartak fejleszteni a Sega-nak az esetleges újabb kudarc rizikója miatt.

## Történet

### Háttér
A Saturn fejlesztése előtt, a Sega Genesis volt a Sega belépője a 4. generációs konzolok közé. A konzol először Japánban jelent meg 1988. október 29-én. Az amerikai nyitást 1989 januárjára tervezték az Atari céggel együttműködve, de nem sikerült megegyezésre jutni, ezért a Sega maga volt kénytelen kiadni jelentős késéssel augusztus 14-én. Európában 1990. november 30-án jelent meg, ahol a Master System korábbi sikerének köszönhetően a Mega Drive is rendkívül népszerű lett. Az akkori CEO : Tom Kalinske kitalált egy 4 pontos eladási tervet a genesis-re. "1. Csökkentsük az árát a konzolnak. 2. Amerikai csapatot hozzunk össze akik amerikai játékokat csinálnak az amerikai piacra. 3. Agresszívan folytassuk a reklámozást. 4: Ingyen mellékeljük Sonic the Hedgehog játékot a konzolhoz."
Japán vezetőség először ellenezte a tervet, de mind a 4 pontot elfogadta, Nakayama, aki annyit mondott Kalinske-nek: "Azért béreltelek fel, hogy te döntsél mi történik Amerikában és Európában, szóval gyerünk csináld." Újságok Sonic- ot a legjobb játékok közé sorolták, és sokan akik a Super Nintendo Entertainment System-re (SNES) vártak, úgy döntöttek, hogy Genesis-t vásárolnak inkább. Azonban nagy piaci bukás volt a CD-s Sega kiegészítő a Sega CD (vagy Mega-CD Amerikán kívül).
Sega sok sikert aratott a játéktermi játékaival is. 1992-ben és 1993-ban a cég új Model 1-es arcade system board-jának kiadásával, új 3D-s játékokat mutattak be, mint Virtua Racing and Virtua Fighter, amik nagy szerepet játszottak a poligonális grafika népszerűsítésében. A Model 1 nagyon drága volt, emiatt az otthoni konzolokra, mint a Genesis-re a játéktermi játékok portálása, lehetetlennek bizonyult, a hardver különbségek miatt. Ezért adott ki a Sega kiegészítőket a konzolukra (pl.: Sega 32x), hogy javítani tudják a hardvert, de magas áruk miatt, ez sem aratott nagy sikert.

### Fejlesztés
Hideki Okamura beszéde alapján, a Saturn project 2 évvel azelőtt kezdődött, mielőtt hivatalosan is bejelentették volna a Tokyo Game Show-ban 1994 júniusában. A név "Saturn" először kódnévként működött Japánban, de végül ezt választották hivatalos termék névnek is. 1993-ban Sega és Japán elektronikai cég: Hitachi alapított egy egyesült céget, hogy elkészítsék az új CPU-t a Saturnhoz aminek az eredménye a "SuperH RISC Engine" (vagy SH-2) lett az év végére. Saturn szekció vezető Kazuhiro Hamada szerint, a konzolba azért kellett dual – CPU architektúra, mert egy SH-2 nem volt elég gyors ahhoz, hogy magas minőségű 3D környezetet rendereljen. Bár a Saturn tervei már 1993 végére nagyrészt kész voltak, hírek voltak 1994 elején, hogy a Sony által fejlesztett PlayStation technikai fejlettsége miatt úgy döntött a cég, hogy még egy video display processor-t (VDP) mellékelnek, hogy javítsák a konzol 2D-s texture-mapping-ját és gyorsaságát.
Kalinske szerint, Sega amerikai ága: "Már egy jó ideje harcolt a Saturn architektúrája ellen." Silicon Graphics ultimately collaborated with Nintendo on the Nintendo 64. Egy alternatív grafikai chip-et akartak a Saturn-ra fejleszteni, és Kalinska megpróbált alkut kötni Silicon Graphics–szal, Sega Japán ága visszautasította a tervet és végül Silicon Graphics grafikai chipjét a Nintendo 64-ben használták. Azonban, publikusan Kalinske továbbra is védte a Saturn terveit: "Munkatársaink úgy érzik, hogy szükség van a multiprocesszorokra, hogy az otthonokba el tudjuk vinni azt a színvonalat amit a következő években a játéktermekben szeretnénk bemutatni".
Sega a Saturn mellett elkezdett fejleszteni egy kiegészítő hardvert a Genesis-re a Sega 32X-et, ami egy olcsóbb alternatívának szántak olyan embereknek akik be akartak lépni a 32 bites korszakba. A döntésért Nakayama volt felelős, és Sega amerikai ága, teljes mértékben támogatta. A terv azért született mert attól félt a Sega vezetősége, hogy 1994-ig nem lesz kész a Saturn, és az akkoriban kiadott Atari Jaguar csökkentette volna, Sega-nak a részesedését a piacon. A 32X nem tervezték, hogy kompatibilis legyen a Saturn-nal, de Sega vezetősége biztosította, hogy a 32X Genesis játékokat is le fog játszani, és azonos architektúrát használna mint a Saturn. Bejelentették , hogy a két konzol egyszerre lesz a piacon, és a 32X azoknak szánták, akik nem tudták megengedni maguknak a jóval drágább Saturn konzolt. Azonban ellentétek születtek, Sega amerika és Japán részei között, amikor a Saturn kapta meg a prioritást.

### Kiadás

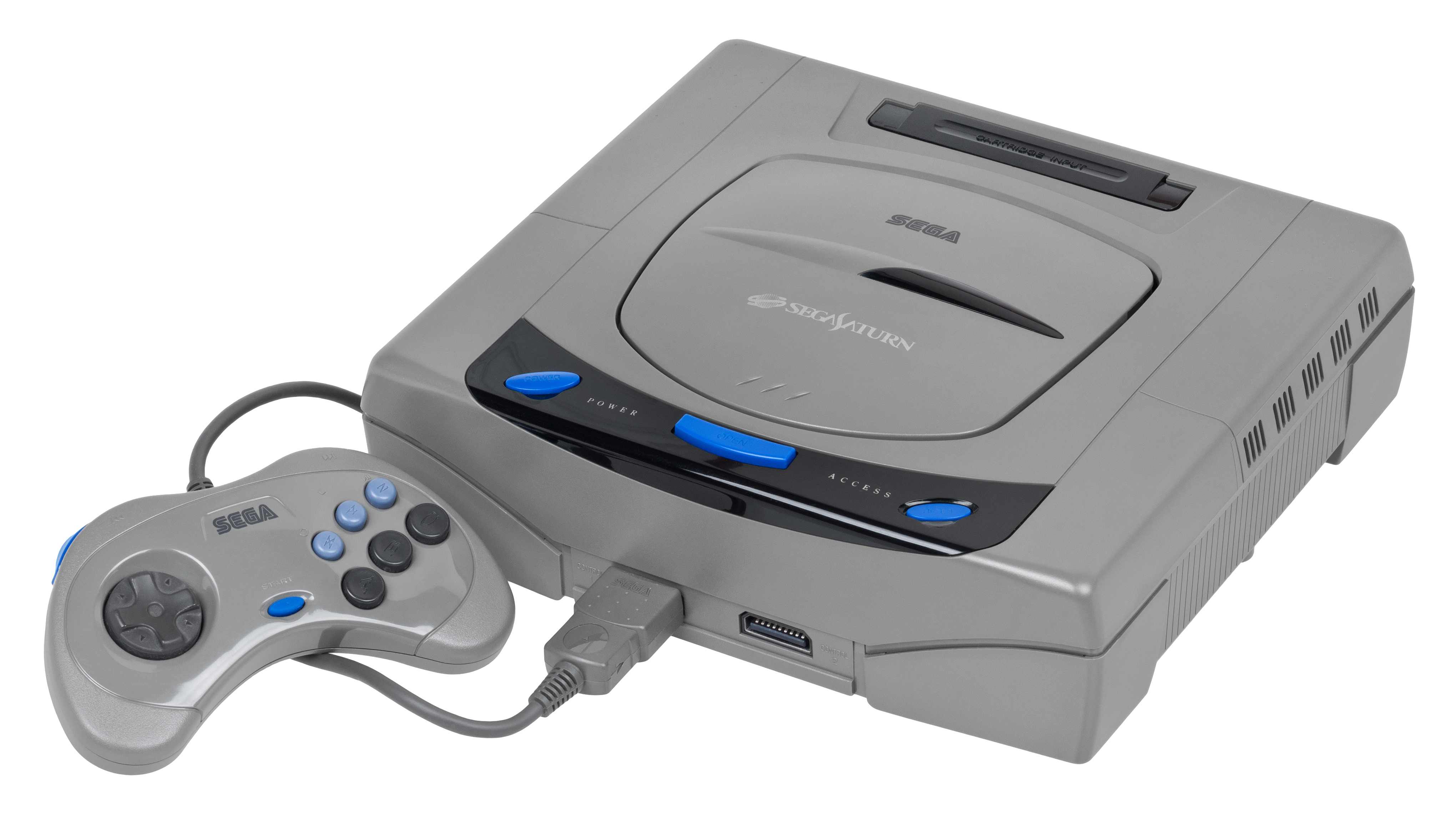
Egy első kiadású Japán Sega Saturn

A Saturn 1994. november 22–én jelent meg Japánban és a kezdőára: 44800 JP¥ volt, és kiadásával együtt adták ki, a Virtua Fighter-t ami szinte teljesen tökéletes port volt és megegyezett híres játéktermi játékkal, és körülbelül 1:1 volt az aránya a Saturn konzol és Virtua Fighter megvásárolt példányai, és kritikus volt a konzol életének elején bekövetkező piaci sikerben. Virtua Fighter mellett, még ki akarták adni Clockwork Knight-ot és Panzer Dragoon-t de a Panzer Dragoon nem lett kész időben. Virtua Fighter hírnevének köszönhetően az első 200000 példány első nap eladásra került. Sega december 3–ig a PlayStation kiadásáig várt, hogy több példányt adjanak ki piacra. Amíg egyszerre voltak a piacon, Saturn konzolokból több került eladásra, mint PlayStation-ből. Eközben a 32X 1994. november 21-én Amerikában, december 3–án Japánban és 1995 januárjában a PAL területeken (Európában) megjelent és a Saturn árának a feléért árulták. Az ünnepek után azonban az érdeklődés a 32X iránt gyorsan csökkent.
A konzol korai kiadása miatt, a Saturn-ra csak 6 játék készült el a kiadás elejére (mind a Sega által kiadott). Virtua Fighter nyugaton Japánhoz képest kevesebb hírnévvel rendelkezett, ez kombinálva azzal, hogy mindössze két új játék jött ki a konzolra 1995 Szeptemberéig, megakadályozta Sega-t , hogy hasznot húzzon a Saturn korai kiadásával. 2 nap alatt 1995. szeptember 9-én PlayStation-ből több darab kelt el Amerikában, mint Saturn-ból 5 hónap alatt. Egy a Namco által jól elkészített port,(Ridge Racer) hozzájárult a PlayStation korai sikeréhez. Az év végére, az amerikai kiadók, lejjebb vitték a Saturn árát 299$ (ami jelentős pénzügyi veszteséget hozott Sega-nak) és bár 3 játéktermi port jelent meg a konzolra: Sega Rally Championship, Virtua Cop és Virtua Fighter 2 nem sikerült megfordítani a PlayStation döntő vezetését a piacon. Kalinske felfedte az 1996 E3–on három új játék kiadását: Sonic X-treme, Virtua Cop 2, Nights into Dreams..., és Sega NetLinket, egy modemes internet kiegészítőt.

### Változások Sega-nál
1995 végére, Sega 5 különböző konzolt támogatott — Saturn, Genesis, Game Gear, Pico és a Master System-et ezenkívűl még a Genesis két addon-ját: a Sega CD-t és a Sega 32X-et. Japánban a Mega Drive soha nem volt sikeres, és a Saturn több eladással büszkélkedett, mint a PlayStation, ezért Sega Enterprises CEO Hayao Nakayam arra döntésre jutott, hogy a Saturn-t fogja agresszívan támogatni Amerikában is. Amíg ez a Japán piacon logikus volt, borzasztó lépésnek bizonyult amerikában és Európában. A Genesis játékok piaca jóval nagyobb volt, mint a Saturné, de Sega konzol és software igényeket nem tudta biztosítani, a Japán döntés miatt. Ellenben, Nintendo a 16 bites otthoni konzol piacra koncentrált, és a sikeres handheld konzolára fókuszált, a Game Boy-ra és ennek köszönhetően 42% piaci részesedésre tett szert, annak ellenére, hogy nem adott ki 32 bites konzolt, hogy közvetlenül versenyezzen a Sony PlayStation-nel és a Sega Saturn-nal. Sega döntésének köszönhetően, abbahagyták a 16 bites konzoluk támogatását, így Nintendo kihasználhatta, az üresedést a piacon és továbbra is SNES (Super Nintendo Entertainment System) és a Game Boy-ra helyezte prioritásba. Bár Sega még mindig képes volt 43%-át az Amerikai játékpiac részesedését megszerezni, Nakayama döntése tönkretette Sega amerikai vezetőségét.
1997-ben Sega egy rövid életű társulásba lépett a Japán játék készítő Bandai-al. Bandai folytonosan ki akart lépni "kulturális különbségekre" hivatkozva a két cég között.

### Sonic X-treme
1994–ben a Sonic & Knuckles kiadásával, Sega megkezdte a munkálatokat, a következő játékukon a Sonic the Hedgehog sorozatban. A játék fejlesztése a Sega Technical Institute által amerikai programozókkal indult meg, akik már dolgoztak előző Sonic játékokon is. Eredetileg több másik Sega konzolra és készült a játék például a Sega 32X. A játék dizájnja jelentősen megváltozott a régebbi játékokhoz képest ezért a játékot áttolták a Saturn-ra. A Saturn verziója a játéknak, 1995–ben eredetileg 2 csapat által volt fejlesztve párhuzamosan. Az egyik csapat : Chris Senn főtervező és Ofer Alon főprogramazó vezetése alatt, a játék fő motorján dolgozott amíg a másik csapat: Ofer Alon főprogramozó vezetésével a "szabad-felfedezés", "aréna-stílusú" és 3D boss(főgonosz) motor részein dolgozott a játéknak. Senn és Alon "fixált kamera side-scroller-e" ami lehetőséget nyújtott a mozgásra minden irányban, hasonlított a "Bug!" című játékhoz és egy úgynevezett halszem kamera módszert használtak (Reflex lencse), ami a játékosnak egy széles nézetet nyújtott. Ennek köszönhetően a pályák úgy tűntek, mintha mozognának Sonic körül.
1996 márciusában Sega Japán képviselői, köztük CEO Hayao Nakayama ellátogatott STI központjába, megnézni, hogy halad a játék. Nem voltak lenyűgözve a játék főmotorjával, bár állítólag egy jóval régebbi verziót néztek meg. Ellenben annyira megtetszett nekik a Boss motor, hogy azt kérték, hogy az egész játékot kezdjék elölről és csinálják meg az alapján. Ahhoz, hogy elérjék a szigorú 1996. decemberi határidőt, Coffin csapatát elvitték egy teljesen zárt helyre, messze a céges politikától, és napi 16 órát dolgoztak. Mivel a megközelítésük hasonlított a Nights into Dreams... játék motorjához, felhatalmazást kértek, hogy használhassák mint kezdő pont. Állítólag a játék motorjának készítője Yuji Naka megfenyegette a céget, hogy otthagyja őket, hogy ha használják a motort.
Senn és Alon kezdetben folytatta a munkát a saját játék motorjukon, eltántoríthatatlanul az első visszautasítástól, reménykedve, hogy Sega PC részébe még bekerülhetnek. Azonban, másodszor is visszautasították munkájukat, minek eredményeképp Alon otthagyta Sega-t. Eközben, Coffin—aki túlórázott minden nap, hogy kiadja a játékot tüdőgyulladást kapott. Ez biztosította, hogy játék nem lesz kész időben és emiatt a projektet bezárták. Az 1996 ünnepi időszakra, Sega inkább elhatározta, hogy ráfókuszálnak egy Genesis játékra: Sonic 3D Blast és a Sonic Team által készített Nights into Dreams... portra. Sonic Team elkezdett dolgozni egy eredeti 3D Sonic játékon a Saturn-ra: ami később Sonic Adventure néven jött ki, de a Dreamcast-re.

### Hanyatlás

Sega pénzügyi nehézségei 1998-2002 időszakban.

A Nintendo 64 kiadása után, a Saturn és a Sega 32 bites szoftverek eladott számainak mutatói mély zuhanásba kezdtek. 1997 augusztusára, Sony 47%-át uralta a konzol piacnak, Nintendo 40%-át és Sega mindössze 12%-át. Se a leárazások se a magas minőségi játékok kiadása, nem tudta Sega-t sikerre vinni. Ennek eredményeképp a konzol piacot, a PlayStation és a Nintendo 64 uralta és a Saturn-t hátra hagyta. 1997-es E3–on, Bernie Stolar főmondanivalója így szólt: "A Saturn nem a mi jövőnk..." amit páran Osborne hatás példájának neveztek. Kombinálva Sega közeljövőbeli rövid életű konzoljaival, különösen Sega CD és 32X, Sega hírnevét még inkább csökkentette, amikor bejelentették utolsó játékaikat az észak-amerikai piacon 1998. március 14-én, és a Saturn konzolok és játékok további gyártásának végleges befejezését. Mindössze 2 millió példányt adtak el amerikában, míg PlayStation konzolból 10,75 millió kelt el. Japánban 6 millió darab került eladásra, összehasonlítva Genesisből mindössze 3,5 millió, és 971000 konzolt adtak el Európában 1998 elejéig.
Összesen 9,5 eladott példánnyal világszinten a Saturn egy piaci vereségnek minősült. 1998 márciusig a Sega 309 millió dollár veszteséget szenvedett a Saturn konzollal, és elkezdtek fókuszálni a következő konzolukra a Dreamcast-ra. 1998-ban a Sega még 450 millió dollár veszteséget szenvedett. A döntés, hogy teljesen beszüntessék a Saturn támogatását, több mint egy évig hagyta a nyugati piacot Sega játék nélkül. A Dreamcast 1998. november 20-án jelent meg Japánban és 1999 őszén Észak-Amerikában.

## Technikai jellemzők
| Hitachi SH-2              | Saturn hang processzor    | Motorola 68EC000 |
| Hitachi SH-2              | Saturn sound processor    | Motorola 68EC000 |
| Video display processor 1 | Video display processor 2 | Saturn alaplap   |
| Video display processor 1 | Video display processor 2 | Saturn alaplap   |

Összesen nyolc processzor található a konzolban, a Saturn fő központi processzorában(CPU – Central Processing Unit) két Hitachi SH-2 chip található és mindkettő 28,6 MHz órasebességgel rendelkezik. A rendszer még tartalmaz egy Motorola 68EC000 11,3 MHz órasebességes sound controller-t, egy sound processor-t ami akár 32 hangsávon mint FM and PCM mintavételre képes maximum 44,1 kHz-en. Ezenkívül két video display processzor van még a konzolban. Kétszeres sebességű CD-Rom drive-ot külön egy SH-1-es processzor irányítja hogy csökkentse a töltési időket. A Saturn-ben még megtalálható egy bemenet memória kiegészítőnek, 16 Mbit Random Access Memory (RAM) általános működésre, 12 Mbit videó RAM és 4Mbit RAM hang funkciókra. A videó kimenetet egy stereo AV kábel biztosítja, és 320 x 224-es maximum felbontást képes megjeleníteni, és akár 16.77 színt tud megjeleníteni egyszerre. Maga a Saturn fizikai mérete 260 mm x 230 mm x 83 mm (10 in x 9,1 in x 3,3 inchben). Egy Saturn vásárlásakor mellékelve volt egy használati utasítás, egy kontroller, egy sztereó AV kábel és egy 100V AC elektromos hálózati konnektor, megközelítőleg 15 W fogyasztással.
| 1st North American controller        | 3D Pad          | Arcade Racer         |
| Model 1-es Észak-Amerikai kontroller | 3D Pad          | Arcade Racer         |
| 2nd North American controller        | Saturn multitap | RAM backup cartridge |
| Model 2-es Észak-Amerikai kontroller | Saturn multitap | Backup RAM kártya    |

A Saturn technikailag fejlettnek mondható hardware volt a maga idejében, de a túlzott komplexitása, miatt nehéz volt kihasználnia programozó csapatoknak a konzol erejét. A legnagyobb hátránya az volt, hogy mindkét CPU ugyanazt a bus-t használta és nem volt képes egyszerre használni a memóriát. Például, Virtua Fighter 1-1 CPU-t használt/karakter, míg a Nights into Dreams... játék egy processzort használt 3D környezetre és a másikat a 2D tárgyakra. A Saturn vizuális megjelenítő processzor 2–jét (VDP2 – Visual Display Processor 2) egyik legfontosabb kiegészítőnek tartották, és 3D háttér manipulációra használta a rendszer.
Több kiegészítő készült a Saturn-re. A kontroller különböző színekben jelent meg, hogy passzoljon a különböző konzol modellek színéhez. Egy vezeték nélküli model is készüld ami AA ceruzaelemeket használt, és infravörös érzékelővel lehetett a konzolhoz csatlakoztatni. A Nights into Dreams... játékhoz egy 3D kontroller is készült, amin megtalálható volt normális gombok és egy joystick irányításra. Sega pár játéktermi kontrollert is készített mint periféria, például Virtua Stick és Virtua Stick Pro, Mission Analog Stick és a Twin Stcik-et. Ezenkívűl úgynevezett light gun perifériát is készített Sega, Virtua Gun néven, lövöldözős játékokhoz, mint Virtua Cop és The Guardian–hoz, ezenkívűl egy kormányt autóversenző játékokhoz az Arcade Racer-t. Még pár kiegészítő készült, például klaviatúra, egér, floppy meghajtó és filmnézéshez alkalmas kártya.

## Játékok listája
Jelentős mennyiséget tesz ki a Saturn-on a játéktermi portok, ezek közé sorolhatjuk a következőket: Daytona USA, Die Hard Arcade, Fighting Vipers szériát, Golden Axe: The Duel, The House of the Dead, Last Bronx, Manx TT Super Bike, Sega Rally, Sega Touring Car Championship, a Virtua Cop szériát, Virtua Fighter szériát és Virtual On-t. Megjelent a Fighters Megamix játék Saturnra egyedül, ami kombinálta a karaktereket Fighting Vipersből és a Virtua Fighterből. Más magas színvonalú Saturnon egyedi játékok közé sorolhatjuk: Panzer Dragoon Saga, Dragon Force, Guardian Heroes, Nights, Panzer Dragoon II Zwei és Shining Force III-at. Multiplatform játékok mint Castlevania: Symphony of the Night, Resident Evil és Wipeout előbb jelentek meg a PlayStation konzolra, mint a Saturn-re, ezért PlayStation változatai nagyobb sikert arattak. És bár például Tomb Raider Saturn-ra készült, a PlayStation verzió végül sikeresebb és ismertebbé vált. Lobotomy Software cég portjai: Duke Nukem 3D, PowerSlave és Quake az egyik leglenyűgözőbb 3D grafikát képviselték a konzolon. Bár Electronic Arts limitáltan támogatta a Saturn-t és Sega cégnek nem sikerült focis játékot készítenie az 1996. őszi szezonra és ezáltal Sony megszerezte a vezetést sport játékok terén, ennek ellenére Sega számos sport játékot adott ki "Sega Sports" felirattal, közöttük a magas minőségű: World Series Baseball és Worldwide Soccer szériákat. 1998-ra a Saturn játékok száma már jóval nagyobb volt, mint a Nintendo 64-é.
A Sonic X-treme játék sikertelen kiadásának köszönhetően a Saturn-on nem található meg egyedi Sonic the Hedgehog platform játék, a Sonic játékok közül mindössze Sonic Jam, egy Sonic 3D Blast port és egy versenyző játék Sonic R található meg. Kiemelhető Saturn platform játékok között megemlítendő a Bug!, aminek szerethető főszereplője felmerült mint kabalája a cégnek. Annak ellenére, hogy pozitív kritikát kapott a játék és még egy folytatás is készült, a játék nem terjedt el annyira mint Sonic, és emiatt visszamenőleg már a kritika annyira nem előnyös. Sonic Team Nights játéka dicsérve volt az eredetisége miatt, de nem volt benne mainstream Sonic kinézete, és a kritikusok leginkább 2 dimenziósnak nevezték. Sonic Team Burning Rangers játéka teljes 3D-s élményt nyújtott, de mégis kevesebb sikert aratott, mint Nights.
Pár játék, ami igazán híressé tette a Saturn-t Japánban, mint Grandia és a Sakura Wars széria soha nem jelent meg nyugaton(Saturn konzolon). Annak ellenére, hogy Japánban a Saturn-on jelentek meg bizonyos játékok először, mint Dead or Alive, Grandia és Lunar: Silver Star Story Complete nyugaton csak PlayStation konzolon jelentek meg.

## Fogadtatás és örökség
Amikor kiadták a konzolt, Famicom Tsuushin 24/40-et adott a Saturnnek, magasabbat, mint a PlayStationnek: 19/40. 1995 Decemberben Next Generation három és fél csillagot adott a Saturn-re, a legfontosabb pozitívumként a marketinget emelték ki, és a konzol bonyolultságát a legnagyobb gyengeségének nevezték. Electronic Gaming Monthly 1996 vásárlási tanácsadó részében, 4 kritikus 8, 6, 7, 8-at adott 10-ből a Saturnnak, kevesebbet, mint a PlayStationnek, ami 9, 10, 9, 9-et kapott. 1998-ra Electronic Gaming Monthly pontjai már lecsökkentek, kiemelve a játékok hiányát, mint legnagyobb probléma. EGM kritikus Crispin Boyer így fogalmazott: "a Saturn az egyetlen konzol ami képes az egyik hónapban teljesen lázba hozni a következőben teljesen csalódottá tenni."
A Saturn-ról alkotott vélemények visszamenőleg vegyesek, de általában dicsérék a játékokat.
Greg Steward 1UP.com-tól ezt mondta: "A Saturn a történelemkönyvekbe úgy kerül be mint az egyik legtöbb problémával rendelkező és legjobb konzol a világon." 2009-ben IGN a Saturn-t választotta a 18. minden idők legjobb konzolnak választotta egyedi játékai miatt. A kritikusok szerint: "Bár a Saturn végül elvesztette a népszerűségversenyt, mint Nintendo és Sony ellen, otthont adott számos klasszikus játéknak, ami jól mutatta Sega innovációját az időben. Nights into Dreams..., Virtua Fighter és Panzer Dragoon and Radiant Silvergun széria, mind a konzol egyedi játékai, amik a rajongók kedvencévé váltak.
Pár kritika érte Sega menedzsmentjét, a Saturn készítésével és az élete alatti bánásmódjával kapcsolatban. McFerran leginkább a készítést nehezményezte, szerinte "nem érzékelték kellően az emberek igényeit és nem tudták azokat teljesíteni". Bernie Stolar-t súlyos kritika érte a Saturn támogotásának megszakításáért, "Stolar döntése, hogy elhagyja a Saturn-t igazi gonosztevővé tette a Sega rajongók körében, de valószínűleg nagyobb rálátása volt a piacra, mint amennyit az emberek gondoltak. Sega-nak sok munkája volt, mielőtt készen állhattak volna egy új csatára, és jobb ötlet volt felkészülni, mint egy új harcba belépni véresen és összeverve. Dreamcast lett volna Stolar megváltása." Stolar védte a döntését mondván, "Úgy éreztem a Saturn többet ártott a cégnek, mint amennyit segített. Ez egy olyan harc volt amit nem nyerhettünk meg". Stewart és IGN-nél dolgozó Levi Buchanan szerint a Saturn kudarca volt Sega bukása, mint hardware gyártó. Douglass C. Perry Gamasutra-tól szerint, a hirtelen kiadásától a végső bukásáig, a Saturn "elvette a kedvét sok játékosnak a Sega terméktől".
Victor Ireland a korábbi Working Desings elnöke, visszamenőleg úgy írta le a Saturn-t, mint, "a kezdete a jövő konzolos játékoknak" kifejtette, hogy "a jobb fejlesztőket arra sarkallta, hogy kezdjenek el gondolkozni parallel-processing architektúrával, mint egy jövőbeli lehetőséggel".

## Fordítás
Ez a szócikk részben vagy egészben a Sega Saturn című angol Wikipédia-szócikk fordításán alapul.  Az eredeti cikk szerkesztőit annak laptörténete sorolja fel. Ez a jelzés csupán a megfogalmazás eredetét és a szerzői jogokat jelzi, nem szolgál a cikkben szereplő információk forrásmegjelöléseként.